# Cyrtodactylus aravindi
Cyrtodactylus aravindi — вид ящірок з родини геконових (Gekkonidae). Описаний у 2022 році.

## Етимологія
Видовий епітет aravindi дано на честь доктора Н. А. Аравінда, старшого наукового співробітника Ashoka Trust for Research in Ecology and the Environment у Бенгалуру (Індія) за його підтримку герпетологічних досліджень. Аравінд — малаколог, який також зробив внесок у систематику амфібій.

## Поширення
Ендемік Індії. Поширений у горах Західні Гати у штаті Тамілнаду.